# Hypsoblennius proteus
Hypsoblennius proteus är en fiskart som först beskrevs av Krejsa, 1960.  Hypsoblennius proteus ingår i släktet Hypsoblennius och familjen Blenniidae. IUCN kategoriserar arten globalt som sårbar. Inga underarter finns listade i Catalogue of Life.